# Tomasz Maracewicz
Tomasz Maracewicz (ur. 23 kwietnia 1963 w Gdyni) – polski pisarz, harcmistrz, jeden z założycieli Związku Harcerstwa Rzeczypospolitej.

## Życiorys
W 1981 jeden z organizatorów strajku na Uniwersytecie Gdańskim (UG). W latach 80. osadzany w areszcie kilkakrotnie, najdłużej (przez 5 miesięcy) w 1985.  W 1985 roku ukończył studia na Wydziale Biologii i Nauk o Ziemi UG. W latach 1985–1987 współpracownik „Zespołu Oświaty Niezależnej”.
Nauczyciel w warszawskich liceach: w latach 1987−1988 w Liceum Ogólnokształcącym im. Władysława IV oraz 1987−1989 w Liceum Ogólnokształcącym im. Mikołaja Reja. Następnie pracował w Muzeum Leśnictwa w Gołuchowie. W latach 1993–1994 przewodniczący Rady Regionalnej Unii Demokratycznej w Kaliszu. Od 1992 roku pracował jako broker ubezpieczeniowy. Twórca idei i organizator pierwszego Kongresu Brokerów Ubezpieczeniowych. Członek zarządów Stowarzyszenia Polskich Brokerów Ubezpieczeniowych i Reasekuracyjnych oraz Polskiej Izby Brokerów Ubezpieczeniowych.
W 2016 ukończył Akademię Morską w Gdyni, w latach 2018−2019 uczestniczył w rejsie dookoła świata (Rejs Niepodległości) jako drugi oficer na „Darze Młodzieży”.
Za książkę Symbole naszych marzeń otrzymał nagrodę im. Leonida Teligi dla najlepszej książki o tematyce żeglarskiej wydanej w roku 2022.

## Harcerstwo
Przyrzeczenie harcerskie złożył w maju 1973 w 30 Gdańskiej Drużynie Harcerzy. W latach 1978–1986 pełnił funkcję drużynowego 1 Wodnej Drużyny Harcerzy w Gdańsku. W 1981 wiceprzewodniczący KIHAM w Gdańsku, później działacz Ruchu Harcerskiego, redaktor „Bratniego Słowa” i „Wielkiej Gry”.
Jeden z założycieli i pierwszy Sekretarz Generalny ZHR. W latach 1990–1993 jako naczelnik harcerzy tworzył Organizację Harcerzy ZHR, 2003–2004 ponownie sekretarz generalny.
Obecnie członek zespołu redakcyjnego Portalu Instruktorskiego ZHR – „Pobudka”. W latach 2008–2010 był członkiem Rady Naczelnej Związku Harcerstwa Rzeczypospolitej z wyboru oraz członkiem Naczelnictwa Związku Harcerstwa Rzeczypospolitej. W latach 2011–2014 był Komendantem Centrum Wychowania Morskiego ZHP w Gdyni.
Fundator Fundacji Harcerstwa Jakobstaf!

## Książki[7]
Harcerskie:
- Obóz harcerzy, Wydawnictwo ZHR, Warszawa 1998 ISBN 83-87896-00-4
- Harc na kolejne stulecie czyli o rozumieniu metody harcerskiej, Wydawnictwo ZHR, Warszawa 2010 r.,
- Tomasz Maracewicz, Małgorzata Witczak, Mokre Stopy. Harce wodne na obozie, NWH, Warszawa 2019 ISBN 978-83-949711-4-4
- Harcerstwo to gra. Podręcznik dla zastępowych, Wydawnictwo Jakobstaf!, Warszawa 2019 ISBN 978-83-955329-0-0
- Tomasz Maracewicz, Wiktor Maracewicz, Wielka Gra Wodzów. Podręcznik dla drużynowych, Wydawnictwo Jakobstaf!, Warszawa 2021 ISBN 978-83-955329-8-6

Inne:
- Międzynarodowe Prawo Drogi Morskiej w praktyce, Almapress, Warszawa 2015 ISBN 978-83-7020-579-9
- Na skrzydłach wiatru. Żaglowce bez tajemnic, Wydawnictwo STS Fryderyk Chopin, Warszawa 2019 ISBN 978-83-937936-1-7
- Symbole naszych marzeń. Stulecie polskich żaglowców, Wydawnictwo Jakobstaf!, Warszawa 2022 ISBN 978-83-964371-0-5
- Rejs Niepodległości. Dziennik podróży, Wydawnictwo Jakobstaf!, Warszawa 2023 ISBN 978-83-964371-7-4[8]

## Odznaczenia
- Krzyż Oficerski Orderu Odrodzenia Polski (2025)[9]